# 2004年夏季残疾人奥林匹克运动会古巴代表团
2004年夏季残疾人奥林匹克运动会古巴代表团是古巴派出的2004年夏季残疾人奥林匹克运动会代表团。获得2枚金牌、2枚银牌和7枚铜牌。